# 靜 E
《靜_E》是一部2023年韓國科幻電影，由延尚昊編劇及執導，姜受延、金賢珠、劉慶秀主演。本片2023年1月20日在Netflix全球上線。

## 劇情概要
22世紀，因氣候變遷，地球已不適合人居，人類為了生存移居到太空避難所，卻在其中發生內戰。為了結束戰爭，人們試圖複製傳奇傭兵「尹静依」的大腦，來開發最強的人工智能戰鬥机器人「静_E」。而這名戰士別無旁人，正是機器人研究員的母親。

## 演員陣容

### 主演
| 演員                    | 角色   | 介紹                                                                   |
| ----------------------- | ------ | ---------------------------------------------------------------------- |
| 姜受延 （青年：朴昭怡） | 尹書玄 | 開發大腦複製及A.I.技術的研究所組長，負責「靜_E」的複製實驗和戰鬥力測試 |
| 金賢珠                  | 尹靜依 | 聯軍最精銳的隊長，後來成了大腦複製的實驗對象                           |
| 金賢珠                  | 靜_E   | 人工智慧研究所「克羅諾德」所開發的最強戰鬥A.I.                         |
| 劉慶秀                  | 金尚勳 | 一心要讓聯軍的致勝關鍵「靜_E」複製成功的研究所所長                     |

## 製作
- 2021年7月6日，Netflix宣佈由姜受延、金賢珠、劉慶秀擔綱《靜_E》主演。
- 2021年10月19日開拍，2022年1月27日殺青。

## 記事
- 製作費高達200億韓元。
- 這是演員姜受延睽違10年回歸的作品，因此備受關注。但她在2022年5月7日因腦出血驟逝，最終回歸作品成了其遺作。